# Sercopisanie
Sercopisanie - jest to trzecia płyta zespołu Stare Dobre Małżeństwo. Została wydana przez szczecińską Oficynę Wydawniczą Jacek Music. Nagrań dokonano w styczniu i kwietniu 1990 roku w studiu "Tonpressu" oraz w grudniu 1990 roku w studiu "Izabelin" w Warszawie.

## Lista utworów
1. Jak
2. Gloria
3. Sanctus
4. Pieśń na wyjście
5. Ach, kiedy znowu ruszą na mnie dni
6. Szczęście
7. Metamorfoza
8. Kim właściwie była ta piękna pani
9. Nie brookliński most
10. Opadły mgły, wstaje nowy dzień
11. Z nim będziesz szczęśliwsza
12. Jest już za późno, nie jest za późno
13. Zawieja w Michigan
14. Piosenka dla Wojtka Bellona
15. Piosenka dla juniora i jego gitary
16. Makatka z aniołem
17. Makatka dla przechodzącej
18. Czasem nagle smutniejesz
19. Obudź się
20. Makatka Szalona
21. Z podwórka
22. Niepokój
23. Ballada na urodziny